# Straža Krapinska
Straža Krapinska – wieś w Chorwacji, w żupanii krapińsko-zagorskiej, w mieście Krapina. W 2011 roku liczyła 42 mieszkańców.